# Malte Hellwig
Malte Hellwig, född den 23 oktober 1997, är en tysk landhockeyspelare.

## Karriär
Malte Hellwig ingick i det tyska landhockeylaget som tog silver vid OS 2024.